# Яблоновка (Акмолинская область)
Яблоновка (каз. Яблоновка) — село в Енбекшильдерском районе Акмолинской области Казахстана. Входит в состав Зауральского сельского округа. Код КАТО — 114539600.

## География
Село расположено в западной части района, на расстоянии примерно 29 километров (по прямой) к югу от административного центра района — города Степняк, в 11 километрах к востоку от административного центра сельского округа — села Заураловка.
Абсолютная высота — 325 метров над уровнем моря.
Ближайшие населённые пункты: село Заураловка — на западе, село Мамай — на востоке.
Севернее села проходит автодорога республиканского значения — Р-6 «Макинск — Аксу — Тургай».

## Население
В 1989 году население села составляло 243 человека (из них русские — 29 %, белорусы — 28 %).
В 1999 году население села составляло 239 человек (117 мужчин и 122 женщины). По данным переписи 2009 года, в селе проживало 169 человек (88 мужчин и 81 женщина).
| Численность населения | Численность населения | Численность населения |
| 1989                  | 1999                  | 2009                  |
| --------------------- | --------------------- | --------------------- |
| 243                   | ↘239                  | ↘169                  |

## Улицы[5]
- ул. Аталык
- ул. Тауелсиздик